# Akapa
Akapa nebo Odiši (abchazsky Акаԥа, gruzínsky ოდიში – Odiši) je vesnice v Abcházii, v okrese Suchumi. Leží v kopcích přibližně 14 km severně od abchazského hlavního města Suchumi. Obec sousedí na západě s Gumou, na východě s Dzychutou a na jihu s Baslatou. Na severu od obce se rozkládá těžko prostupný Abchazský hřbet, jenž tvoří součást Velkého Kavkazu. Ve vsi pramení řeka Basla, jež se v Suchumi vlévá do Černého moře.

## Vesnický okrsek Akapa
Akapa je vesnické správní centrum s oficiálním názvem Vesnický okrsek Akapa (rusky Акапская сельская администрация, abchazsky Акаԥа ақыҭа ахадара). Za časů Sovětského svazu se okrsek jmenoval Odišský selsovět (Одишский сельсовет). Součástí vesnického okrsku Akapa jsou následující části:
- Akapa (Акаԥа)
- Adzlagara (Аӡлагара)

Vesnický okrsek Akapa

- Alan / Alanaa (Алан / Аланаа) – v 19. století se nazývala Petrovskoje (Петровское)
- Apsydz Aadzarta (Апсыӡ ааӡарҭа)
- Atvartaa (Аҭәарҭаа)
- Achcysta (Ахҵысҭа)
- Achurmara (Ахәырмара)
- Ašutaadzarta / Cvětočnoje Chozjajstvo (Ашәҭааӡарҭа / Цветочное хозяйство)
- Adžra Achu (Аџьра ахәы)
- Baslachu (Баслаху)
- Gvaldza (Гәалӡа) – v 19. století se nazývala Pavlovskoje (Павловское), později Uravi (Урави)
- Gvarda Avica (Гәарда аҩыҵа)
- Rachugylara (Рахәгылара)
- Čablarcha (Чабларха) – v 19. století se nazývala Lindau (Линдау), později Dolní Linda (Нижная Линда)

## Historie
Název vsi Akapa je odvozen od zdejšího rodu Akaba, jehož členové zde dříve žili. V druhé polovině 19. století bylo zdejší abchazské obyvatelstvo násilně vystěhováno následkem Kavkazské války a mahadžirstva, a tak Akapa zůstala vylidněná. V roce 1881 Abchazy nahradili Pontští Řekové, kteří Akapu přejmenovali na Konstantinovskoje (Константиновское) respektive na Konstantinovka (Константиновка) podle ruského knížete Konstantina. Ves rychle rostla a do začátku 20. století se Konstantinovka se svými více než 200 domy stala jednou z největších vesnic v Abcházii.
V roce 1944 došlo k přejmenování obce na gruzínské Odiši. Po Druhé světové válce byla v roce 1949 zdejší řecká populace deportována do Kazachstánu a jejich majetek získali gruzínští osadníci z regionu Rača. V roce 1956 bylo dovoleno deportovaným Řekům vrátit se domů, avšak své domy, obsazené račinskými Gruzíny, si od nich museli koupit. Za sovětských časů Odiši prosperovalo, počet domů vzrostl na 780 a počet obyvatel se zvýšil až na více než 2000.
Během války v Abcházii z vesnice uprchli nejen Gruzíni, ale i téměř všichni Řekové. Zůstali pouze obyvatelé v důchodovém věku, a tak ves zůstala téměř liduprázdná a mnoho pozemků brzy pohltil les. Po válce byla obec přejmenována na původní Akapa a počet domů se vlivem emigrací a válečných událostí snížil na 107. Jejich majitelé ale většinou žijí v Suchumi či jiném městě.

## Obyvatelstvo
Dle nejnovějšího sčítání lidu z roku 2011 je počet obyvatel vesnického okrsku 37 a jejich složení je následovné:
- 12 Abchazů (32,4 %)
- 11 Rusů (29,7 %)
- 7 Pontských Řeků (18,9 %)
- 7 příslušníků ostatních národností (18,9 %)

V roce 1989, před válkou v Abcházii žilo v Akapě 638 obyvatel.
V roce 1959 žilo v tomto selsovětu 2314 obyvatel.